# بيت الفاتقي (ذمار)
بيت الفاتقي هي إحدى قرى الجمهورية اليمنية. تتبع جغرافيا لمحافظة ذمار وإداريًا لمديرية الحداء. يبلغ تعداد سكانها 1136 نسمة حسب الإحصاء الذي أجري عام 2004.